# North Pekin
North Pekin és una vila del Comtat de Tazewell a l'estat d'Illinois (Estats Units). Segons el cens del 2000, North Pekin tenia 1.574 habitants, 602 habitatges, i 462 famílies. La densitat de població era de 523,9 habitants/km².
Dels 602 habitatges en un 34,7% hi vivien nens de menys de 18 anys, en un 61,3% hi vivien parelles casades, en un 10,6% dones solteres, i en un 23,1% no eren unitats familiars. En el 18,9% dels habitatges hi vivien persones soles el 7,8% de les quals corresponia a persones de 65 anys o més que vivien soles. El nombre mitjà de persones vivint en cada habitatge era de 2,61 i el nombre mitjà de persones que vivien en cada família era de 2,95.
Per edats la població es repartia de la següent manera: un 25,9% tenia menys de 18 anys, un 8,9% entre 18 i 24, un 29,9% entre 25 i 44, un 23,4% de 45 a 60 i un 12% 65 anys o més.
L'edat mediana era de 36 anys. Per cada 100 dones de 18 o més anys hi havia 101,2 homes.
La renda mediana per habitatge era de 41.375 $ i la renda mediana per família de 44.013 $. Els homes tenien una renda mediana de 37.734 $ mentre que les dones 19.821 $. La renda per capita de la població era de 18.072 $. Aproximadament el 8,4% de les famílies i el 8,4% de la població estaven per davall del llindar de pobresa.

## Poblacions properes
El següent diagrama mostra les poblacions més properes.